# Trimbio
Trimbio est une commune rurale située dans le département de Loropéni de la province du Poni dans la région Sud-Ouest au Burkina Faso.

## Géographie
Trimbio se trouve à 7 km de Dipéo et à environ 40 km au nord de Loropéni, le chef-lieu du département. Le village est habité par des chasseurs traditionnels Dozos.

## Santé et éducation
Le centre de soins le plus proche de Trimbio est le centre de santé et de promotion sociale (CSPS) de Dipéo tandis que le centre médical se trouve à Kampti et que le centre hospitalier régional (CHR) de la province est à Gaoua.